# Гай Мамілій Туррін
Гай Мамі́лій Туррі́н (лат. Gaius Mamilius Turrinus; III століття до н. е.) — політичний, державний та військовий діяч Римської республіки, консул 239 року до н. е.

## Життєпис
Походив з давнього плебейського роду Маміліїв з Тускула, рід був відомий ще з часів римського царя Тарквінія Гордого. Відомо, що його батько і дід мали однаковий преномен — Квінт, хоча невідомо, чи був у них когномен, такий як у Гая — Туррін. Взагалі, про Гая Мамілія Турріна залишилось вкрай мало відомостей.
239 року був обраний консулом разом з Квінтом Валерієм Фальтоном. Про подробиці безпосередньої діяльності Гая Мамілія джерела нічого не повідомляють.
З того часу про його подальшу долю згадок немає.